# Feres (ciutat)

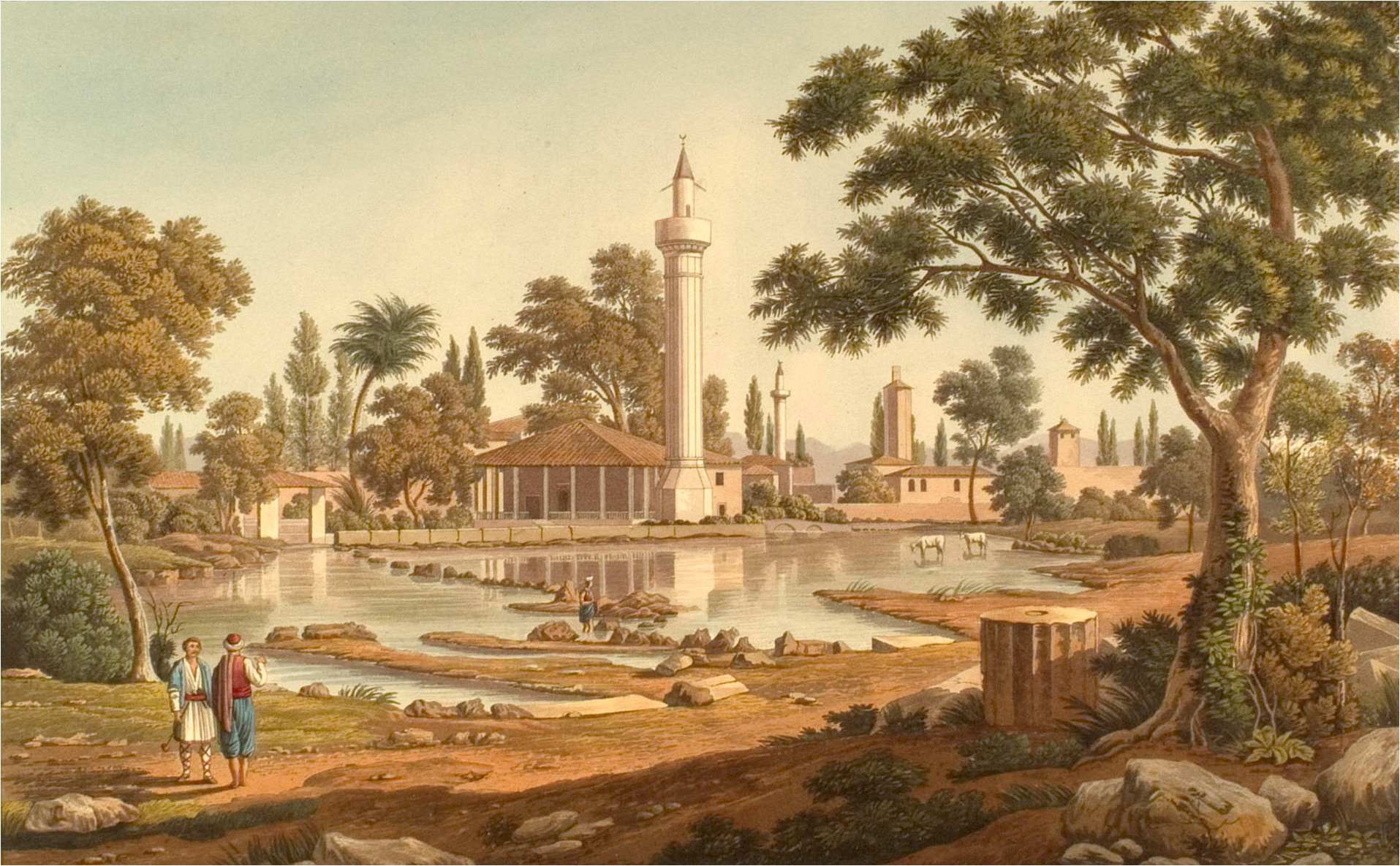
Font Hipèria a Feres

Feres (en llatí: Pherae, en grec antic: Φέραι) era una antiga ciutat de Tessàlia situada a la part del sud-est, al districte de la Pelasgiòtida. Tenia a l'est el llac de Bebe (Βοιβηΐς λίμνη), i estava situada a 90 estadis de Pàgases que li feia de port, segons Estrabó.
Segons la mitologia grega era la residència d'Admet i del seu fill Eumel. Aquest Eumel va conduir onze vaixells a la guerra de Troia, com diu el Catàleg de les naus de Ilíada.
Al començament de la guerra del Peloponnès, encara que governada per l'aristocràcia, va ser aliada d'Atenes. Cap al final de la guerra Licòfron va enderrocar l'aristocràcia i va establir la tirania i va intentar dominar tot Tessàlia. Va atacar Larisa i altres ciutats que s'hi oposaven l'any 404 aC, i va obtenir una notable victòria. El 395 aC Licòfron estava en plena campanya contra Larisa, governada per Medi, probablement un membre dels alèvades. Licòfron va obtenir l'ajut d'Esparta i Medi va demanar ajut a Atenes. Amb aquest ajut Medi va ocupar Farsàlia, que havia estat ja ocupada per una guarnició espartana, i va vendre els seus habitants com a esclaus.
El 395 aC Medi es va aliar als beocis contra Esparta. L'espartà Agesilau va marxar cap a Àsia l'any següent i quan el govern d'Esparta el va fer tornar va passar per Tessàlia i la cavalleria de les ciutats dominades per Medi li va voler barrar el pas, però Agesilau la va derrotar amb hàbils maniobres. La derrota li va costar cara a Medi, que va perdre el suport de les ciutats i ja no va ser rival per Feres en la lluita per l'hegemonia. Farsàlia va recuperar la seva llibertat, va ser reconstruïda, i va esdevenir la segona ciutat després de Feres. El poder suprem a Farsàlia el va prendre el tirà Polidamant, que tenia el suport de totes les tendències i va exercir la tirania a satisfacció de tots.
Després de Licòfron va governar Feres el tirà Jàson, home de gran energia i habilitat, probablement el seu fill. Jàson volia estendre la seva hegemonia a tota Grècia i fins i tot a Pèrsia. Es va fer elegir tagos de Tessàlia l'any 374 aC i va reunir un poderós exèrcit de 6000 cavallers i 10000 infants (hoplites). Va sotmetre totes les ciutats tessàlies a la seva autoritat, inclosa Farsàlia que, si bé podia haver estat conquerida per força, Jàson la va sotmetre per la negociació, oferint a Polidamant el segon lloc en la direcció política de Tessàlia. Polidamant, després de temptejar la possible ajuda d'Esparta, que no podia arribar, va accedir, i va incloure Farsàlia dins l'hegemonia de Jàson. Això va incrementar les seves forces a 8000 cavallers i 20000 infants. També va formar aliances amb Àlcetes I de l'Epir i amb Amintes II de Macedònia. Des del 371 aC va ser aliat de Tebes que va invitar Jàson a atacar el camp dels lacedemonis, però el tirà tessali va optar per aconsellar una treva que va permetre als espartans la retirada.
El 370 aC Jàson va anunciar que aniria a Delfos al capdavant d'un cos de forces tessàlies, per presidir els Jocs Pítics, cosa que va causar alarma a Grècia, però abans de sortir va ser assassinat per set joves durant una audiència pública. Els assassins foren considerats herois en molts llocs de Grècia.
Van succeir a Jàson els seus germans Polífron i Polidor, amb els quals Tessàlia va perdre la seva influència. Polífron va ser assassinat per Polidor que va restar com a únic cap (tagos) i va exercir la seva autoritat amb molta energia i crueltat. Polidamant de Farsàlia va ser executat, i a altres possibles rivals i caps (especialment de Larisa) el va exiliar o assassinar.
Finalment Polidor va ser assassinat per Alexandre, probablement el seu germà o el seu nebot. Alexandre es va mostrar extremadament cruel. Va perseguir els alèvades i a altres famílies nobles, i el jove rei de Macedònia, Alexandre, successor d'Amintes, ell mateix amenaçat, va envair Tessàlia, va derrotar a Alexandre i va ocupar Larisa i Crannó, on va establir guarnicions. Però poc després, per necessitats internes es va haver de retirar. Alexandre va recuperar el poder però algunes ciutats tessàlies van demanar ajut a Tebes i el 369 aC el tebà Pelòpides va envair Tessàlia, i van ocupar Larisa i altres ciutats (amb el vistiplau d'Alexandre de Macedònia).
A l'any següent (368 aC) Pelòpides va ser atacat a Larisa per Alexandre de Feres, que havia demanat ajut a Atenes, fins que es va establir una treva. Pelòpides va anar llavors a Macedònia (367 aC) on el jove rei Alexandre havia estat assassinat pel seu germanastre Ptolemeu Alorita (Ptolemeu d'Aloros) i substituït per son germà Perdicas III de Macedònia sota regència de l'assassí. Perdicas i el seu germà petit Filip van ser confiats respectivament a la custòdia de l'atenenc Ifícrates i del tebà Pelòpides. Així aquest darrer i el regent Ptolemeu esdevingueren aliats i la influència de Tebes es va estendre a Tessàlia.
El 366 aC els tebans van obtenir de Pèrsia el reconeixement de la seva hegemonia a Grècia i el mateix any Pelòpides i el seu lloctinent Ismènies de Tebes van anar, amb molt pocs soldats, a Tessàlia per obligar a Alexandre de Feres i a les ciutats que li eren fidels a reconèixer aquesta hegemonia. Alexandre els va atacar prop de Farsàlia i els va fer presoners essent portats a Feres. Els tebans no els van poder rescatar de moment, ja que un exèrcit enviat a Tessàlia només es va salvar de la derrota pel geni d'Epaminondes que va assolir el comandament a petició dels soldats. Després d'això totes les ciutats tessàlies es van sotmetre a Alexandre de Feres i la influència tebana va desaparèixer.
Una segona expedició dirigida per Epaminondes el 365 aC va assolir la victòria i va obtenir la llibertat dels presoners si bé no va poder restaurar l'hegemonia tebana sobre Tessàlia. Però l'opressió d'Alexandre fou prou forta perquè algunes ciutats demanessin a Tebes d'intervenir i el 364 aC Pelòpides va entrar de nou al país amb un exèrcit tebà. Pelòpides va morir al primer combat a la Batalla de Cinoscèfales. Els tebans van enviar un exèrcit més poderós que va derrotar a Alexandre i va haver de reconèixer l'hegemonia tebana sobre Tessàlia, quedant només a Alexandre el domini de Feres.
A la mort d'Epaminondes a la Batalla de Mantinea (362 aC) l'hegemonia de Tebes es va ensorrar i Alexandre va recuperar gran part del seu antic poder sobre Tessàlia. Va ser assassinat el 359 aC per la seva dona Tebe i els seus germans, un dels quals, Tisífon, el va succeir, però amb Tebe exercint el poder a l'ombra. No va durar massa temps i el va succeir el seu germà Licòfron II. Mentre els alèuades de Larisa van formar aliança amb Filip II de Macedònia, el qual davant de l'amenaça que per Larisa suposava Licòfron II, va envair Tessàlia el 353 aC.
Licòfron va demanar ajut al foci Onomarc i amb ajut dels focis va poder rebutjar al macedoni, però l'any següent Filip va retornar i va obtenir una gran victòria sobre Onomarc i Licòfron II, en una batalla en la qual el primer va morir. Filip va assetjar Feres i Licòfron II es va rendir i se li va permetre retirar-se a Fòcida amb els seus soldats (352 aC). Filip va establir a Feres un govern popular i va donar una nominal independència a les ciutats tessàlies però sota la seva hegemonia; també va establir una guarnició a Magnèsia i al port de Pàgases. Un intent de revolta l'any 344 aC en favor de la família dels antics tirans de Feres va permetre a Filip d'establir una guarnició a la ciutat i va col·locar al capdavant de cada una de les quatre tetrarquies a un membre de la família alèuada, completament entregada als seus interessos. Així Tessàlia va quedar totalment sotmesa a Macedònia.
El 191 aC Feres es va declarar a favor del selèucida Antíoc III el Gran però al cap de pocs mesos va ser ocupada pel cònsol romà Mani Acili Glabrió. Sota els romans es va construir una nova ciutat (Nova Feres) al costat de la vella.
Les seves ruïnes són a la moderna Velestino, principalment les muralles.